# Formicivora rufa
Formicivora rufa е вид птица от семейство Thamnophilidae.

## Разпространение
Видът е разпространен в Боливия, Бразилия, Парагвай, Перу и Суринам.